# The Centurions (série de televisão)
Centurions: Power Xtreme (em português: Centurions: Força Extrema), ou simplesmente Centurions, é um desenho animado produzido em 1985 pela Ruby-Spears Productions, com animação terceirizada no estúdio japonês Sunrise. Os quadrinistas Jack Kirby e Gil Kane contribuíram com designs e concepts.
A série começou em 1986 como uma minissérie de cinco episódios e foi seguido por uma série de 60 episódios. Houve também uma linha de brinquedos pela Kenner, e uma série de quadrinhos pela DC Comics.

## História
Ambientado no então futuro século 21, a série trata da história da organização conhecida como, Os Centurions, que protege a Terra de ameaças, principalmente perpetradas pelo super-vilão Doutor Terror.
“Seja qual for o desafio, eles estão sempre prontos… Os Centurions!” É com esta frase que encerra-se a abertura do desenho. 
Os Centurions são um grupo especial de agentes da lei criado pelo Conselho Mundial (uma espécie de sucessor da ONU) que tem uma base no espaço, a Sky Vault e cada um deles, ao se contactar com a base, é capaz de usar um traje específico, chamado de Exo-Traje, para determinada situação, seja ela de resgate ou luta, por exemplo. Estes trajes são acionados quando eles gritam Força Extrema!
A principal ameaça enfrentada é o pérfido Doutor Terror, um cientista ciborgue que almeja dominar o mundo e transformar toda a humanidade em ciborgues escravos. Com a ajuda de seu capanga, também ciborgue, Hacker, o Doutor Terror lança mão dos mais variados planos para levar seu intento adiante, os quais, invariavelmente, são desbaratados pelo grupo de heróis.
Os Centurions são três, sendo que cada um possui um traje específico para terra (Jake Rockwell), água (Max Ray) e ar (Ace McCloud), auxiliados por Crystal Kane na Sky Vault. Além dos três Centurions originais, mais dois membros são adicionados à equipe, à partir da segunda temporada.

## Personagens

### Centurions
- Max Ray - Brilhante comandante das Operações no Mar. O mais calmo e de fato o líder da Equipe. Seu traje lhe dar o suporte em missões marinhas. Seus sistemas de armas são:
  - Cruiser
  - Tidal Blast
  - Depth Charger
  - Sea Bat
  - Phantom Fan
- Jake Rockwell - Especialista nas Operações de Terra. Seu traje lhe dar melhor suporte nas missões terrestres. Seus sistemas de armas são:
  - Fireforce
  - Wild Weasel
  - Detonator
  - Hornet
  - Swingshot
  - Awesome Auger
- Ace McCloud - Ousado Especialista em Operações Aéreas. Seu exo-traje lhe dar melhor suporte nas missões aéreas, inclusive possibilitando combates espaciais. Seus sistemas de armas são:
  - Sky Knight
  - Skybolt
  - Orbital Interceptor
  - Strato Strike

#### Centurions Secundários
- Rex Charger - Expert Programador de Energia. Seus sistemas de armas são:
  - Silent Arrow
  - Thunder Knife
- John Thunder - Especialista em Infiltração. Seus sistemas de armas são:
  - Electro-Charger
  - Gatling Guard

### Aliados
- Crystal Kane - Operadora dos Sistemas na qual dar suporte na entrega dos equipamentos do Centurions. Sempre acompanhada de Lucy.
- Lucy - A orangotango de estimação de Crystal. Sempre lhe acompanhando.
- Sombra - O cão da raça Husky siberiano também mascote dos Centurions.

Os Centurions também têm uma base oculta na cidade de Nova York chamada Centrum. Sua entrada está escondida em uma livraria e deve ser acessada por meio de um vagão subterrâneo. O Centrum serve como base terrestre de operações dos Centurions e também tem uma base de transmissão para transporte rápido para o Sky Vault. Há também uma base no oceano, o Sea Lab, onde ficam os pesquisadores Doutor Wu e Mei Lee. Além desses e da estação espacial Sky Vault, há também uma "Centurion Academy", cuja localização é mantida em segredo e apenas vista nos últimos 5 episódios.

### Vilões
- Doutor Terror - Um cientista maligno e ciborgue principal inimigo dos Centurions.
- Hacker - Subordinado careca do Doutor Terror. Também é um ciborgue.
- Amber - Filha do Doutor Terror, ajuda o pai em diversas ocasiões. Em outras, porém, demonstra certo senso moral, chegando até a sabotar os planos do pai quando estes vão longe demais.
- Alem destes, as tropas do Doutor Terror ainda consistem em vários robôs, os Doom Drones:
  - Traumatizers - Os drones mais comumente vistos são robôs ambulantes com blasters de laser para os braços. O brinquedo para o Traumatizer era uma loja exclusiva da Sears. O Traumatizer Leader era vermelho.
  - Strafers - Um robô voador armado com mísseis e lasers. Doutor Terror e Hacker são capazes de voar trocando sua metade puramente robô por um Strafer.
  - Groundborgs - Um robô terrestre armado com lasers que se move sobre esteiras. Nenhum brinquedo foi feito de Groundborgs.
  - Cybervore Panther - Uma pantera robô. Introduzido posteriormente na série. Pode combinar com o Tubarão Cybervore. Um brinquedo para o Cybervore Panther foi projetado, mas nunca foi lançado.
  - Cybervore Shark - Um tubarão robô. Introduzido posteriormente na série. Pode combinar com o Cybervore Panther. Um brinquedo para o Tubarão Cybervore foi projetado, mas nunca foi lançado.

Mais tarde, um Drone com rodas com uma tela grande e canhões, bem como um drone submarino foram adicionados. Eles se juntam em muitas ocasiões, começando com o primeiro episódio, pela filha do doutor Terror, Amber.

## Episódios
nomes originais (em inglês)

### pré-temporada
1. The Sky Is on Fire
2. Battle Beneath the Sea (4/8/86)
3. An Alien Affair
4. Found, One Lost World
5. Sand Doom

### temporada regular
1. Whalesong

1. Tornado of Terror
2. Denver Is Down
3. Micro Menace
4. Attack of the Plant-Borgs
5. Battle Beneath The Ice
6. Operation: Starfall
7. Let The Games Begin
8. Firebird
9. Cold Calculations
10. The Return of Captain Steele
11. Three Strikes And You're Dead
12. Double Agent
13. Child's Play
14. Terror on Ice
15. That Old Black Magic
16. Max Ray: Traitor
17. Crack the World
18. The Incredible Shrinking Centurions
19. Live at Five
20. The Mummy's Curse
21. Counterclock Crisis
22. Zombie Master
23. Malfunction
24. Broken Beams
25. The Chameleon's Sting
26. Film at Eleven
27. Hacker Must Be Destroyed
28. Showdown at Skystalk
29. The Warrior
30. The Return of Cassandra
31. Night on Terror Mountain
32. Merlin
33. The Monsters From Below
34. The Road Devils
35. Zone Dancer
36. Firecracker
37. Traitors Three
38. You Only Love Twice
39. Sungrazer
40. Novice
41. Breakout
42. Atlantis Adventure
43. Atlantis Adventure pt.2
44. Ghost Warrior
45. Let the Lightning Fall
46. Cyborg Centurion
47. Day of the Animals
48. To Dare Dominion
49. To Dare Dominion pt. 2
50. Hole in the Ocean
51. Hole in the Ocean pt. 2
52. The Better Half
53. The Better Half pt. 2
54. Revenge
55. Man or Machine
56. Man or Machine pt. 2
57. Man or Machine pt. 3
58. Man or Machine pt. 4
59. Man or Machine pt. 5